# 金河成
金河成（英語：Kim Ha-seong，1995年10月17日—），是出身於韓國的職業棒球運動員，現效力於美國職棒坦帕灣光芒隊，曾效力於韓國職棒培證英雄隊。2020年季末宣布透過入札制度挑戰大聯盟並成功加盟美國職棒聖地牙哥教士隊，守備位置為內野手。

## 生平

### 韓國職棒時期
2014年的二次選秀會上在第三輪被耐克森英雄隊指名，因此開啟職棒生涯，並在2014年5月16日對戰樂天巨人隊的比賽中首次出賽，2015年，隊上的主力游擊手姜正浩轉戰大聯盟，因此獲得大量的出賽機會，總計該年出賽了140場比賽，擊出148支安打，打擊率0.290，並以出色的守備無縫接軌姜正浩離隊後的主力游擊手位置，並在2016年達成144場全勤出賽，同時擊出了148支安打及20支全壘打，另外還有28次盜壘成功。
2017年季初，入選經典賽韓國代表隊，是加入職棒後首次入選國家隊，季末再度入選首屆亞洲職棒冠軍爭霸賽，並入選游擊手最佳十人。
2018年，季中入選亞運，並獲得金牌，獲得免服兵役的資格，季末獲得游擊手金手套獎，是生涯首次獲獎，並在之後的2019及2020兩年也獲得游擊手金手套獎，也是韓國職棒繼姜正浩後再度有球員獲得游擊手金手套三連霸，季末也隨著前輩姜正浩的腳步向KBO申請透過入札制度轉戰大聯盟，最終和聖地牙哥教士隊達成共識，以4年2800萬美元的合約加盟教士隊，打破韓國職棒野手入札的最高金額合約紀錄。

### 美國職棒時期
2021年4月1日，金河成在對戰亞利桑那響尾蛇隊的比賽中首次出賽擔任代打，不過大聯盟的首個打席便遭到三振，但隨後即在4月11日的比賽中敲出大聯盟首支全壘打，2021年整季雖然出賽了117場比賽，但多以替補身分上場，因此只有298個打席，有54支安打，8支全壘打，打擊率0.202。
2022年，隊上的主力游擊手Fernando Tatis Jr.季初因為手腕骨折休養三個月，8月又因為沒有通過藥檢而遭到禁賽80場，等同剩餘賽季皆無法上場比賽，因此金河成也順利扛下游擊大關，成為主戰游擊手，2022年總計出賽150場比賽，擊出130支安打，有11支全壘打，打擊率0.251。
2023年，入選世界棒球經典賽韓國隊，其中對戰捷克隊單場擊出2支全壘打，幫助韓國隊取得該屆賽會在預賽中的首勝。該年賽季在大聯盟出賽152場比賽，擊出140支安打、17支全壘打，另有38次盜壘，皆是旅美之後最佳成績，季末更拿下國家聯盟工具人金手套獎，是亞洲第二位拿下金手套獎的球員，也是大聯盟首位韓國籍球員獲獎。
2024年，同樣成為球隊的主戰游擊手，雖然曾在比賽中因受傷而提前退場，但都無大礙。直到8月18日，對戰科羅拉多洛磯隊時因牽制回壘導致肩膀受傷，更進入傷兵名單。9月29日，宣布因肩傷將進行手術，也因此宣告剩餘賽季報銷，連同季後賽也無法上場比賽。季末拒絕執行下個賽季的合約，成為自由球員。
2025年1月30日，和坦帕灣光芒隊簽下2年2900萬美元的合約。

## 職棒生涯成績

### 韓國職棒
| 年度 | 球隊       | 出賽 | 打數 | 安打 | 全壘打 | 打點 | 盜壘 | 三振 | 四死 | 壘打數 | 雙殺打 | 打擊率 | 上壘率 | 長打率 | OPS   |
| ---- | ---------- | ---- | ---- | ---- | ------ | ---- | ---- | ---- | ---- | ------ | ------ | ------ | ------ | ------ | ----- |
| 2014 | 耐克森英雄 | 60   | 48   | 9    | 2      | 7    | 4    | 13   | 8    | 19     | 2      | 0.188  | 0.298  | 0.396  | 0.694 |
| 2015 | 耐克森英雄 | 140  | 511  | 148  | 19     | 73   | 22   | 115  | 56   | 250    | 10     | 0.290  | 0.362  | 0.489  | 0.851 |
| 2016 | 耐克森英雄 | 144  | 526  | 148  | 20     | 84   | 28   | 80   | 60   | 251    | 7      | 0.281  | 0.358  | 0.477  | 0.836 |
| 2017 | 耐克森英雄 | 141  | 526  | 159  | 23     | 114  | 16   | 65   | 58   | 270    | 8      | 0.302  | 0.376  | 0.513  | 0.889 |
| 2018 | 耐克森英雄 | 129  | 511  | 147  | 20     | 84   | 8    | 81   | 54   | 242    | 16     | 0.288  | 0.358  | 0.474  | 0.832 |
| 2019 | 培證英雄   | 139  | 540  | 166  | 19     | 104  | 33   | 80   | 70   | 265    | 12     | 0.307  | 0.389  | 0.491  | 0.880 |
| 2020 | 培證英雄   | 138  | 533  | 163  | 30     | 109  | 23   | 68   | 75   | 279    | 12     | 0.306  | 0.397  | 0.523  | 0.921 |
| 合計 | 7年        | 891  | 3195 | 940  | 133    | 575  | 134  | 502  | 381  | 1576   | 67     | 0.294  | 0.373  | 0.493  | 0.866 |

### 美國職棒
| 年度 | 球隊         | 出賽 | 打數 | 安打 | 全壘打 | 打點 | 盜壘 | 三振 | 四死 | 壘打數 | 雙殺打 | 打擊率 | 上壘率 | 長打率 | OPS   |
| ---- | ------------ | ---- | ---- | ---- | ------ | ---- | ---- | ---- | ---- | ------ | ------ | ------ | ------ | ------ | ----- |
| 2021 | 聖地牙哥教士 | 117  | 267  | 54   | 8      | 34   | 6    | 71   | 22   | 94     | 6      | 0.202  | 0.270  | 0.352  | 0.622 |
| 2022 | 聖地牙哥教士 | 150  | 517  | 130  | 11     | 59   | 12   | 100  | 51   | 198    | 9      | 0.251  | 0.325  | 0.383  | 0.708 |
| 2023 | 聖地牙哥教士 | 152  | 538  | 140  | 17     | 60   | 38   | 124  | 75   | 214    | 7      | 0.260  | 0.351  | 0.398  | 0.749 |
| 2024 | 聖地牙哥教士 | 121  | 403  | 94   | 11     | 47   | 22   | 77   | 58   | 149    | 8      | 0.233  | 0.330  | 0.370  | 0.700 |
| 合計 | 4年          | 540  | 1725 | 418  | 47     | 200  | 78   | 372  | 206  | 655    | 30     | 0.242  | 0.326  | 0.380  | 0.706 |

## 特殊事蹟
- 2016年9月20日，對決起亞虎隊敲出該季第20發全壘打，同時也達成個人首次20-20記錄
- 2017年5月18日，對決韓華鷹隊敲出個人生涯首發滿貫全壘打
- 2017年8月30日，對決SK飛龍隊達成單季100分打點記錄，也成為KBO史上第三位游擊手單季百打點記錄
- 2021年4月11日，對決德州遊騎兵隊敲出大聯盟生涯首支全壘打

## 外部連結
- 金河成在台灣棒球維基館上的頁面（繁體中文）
- 金河成在美國職棒（英语）
- 金河成在韓國職棒（打者）（英语）
- 金河成在Baseball-Reference.com（大聯盟）（英语）
- 金河成在Baseball-Reference.com（小聯盟以及海外聯盟）（英语）
- 金河成在ESPN（MLB）（英语）
- 金河成在FanGraphs.com（英语）